# Sicya directaria
Sicya directaria là một loài bướm đêm trong họ Geometridae.